# Llista de programes de Televisió de Catalunya
Aquesta és una llista dels programes de Televisió de Catalunya. La llista no és exhaustiva i ordenada per gèneres televisius.

## Concursos
- 30 segons (TV3)
- A+a+ (TV3 i TVCi)
- Això no és cap anunci (TV3)
- Amor a primera vista (TV3)
- Amor, has de tenir vista (TV3) Amb Vicenta N'Dongo.[1]
- Atrapa'm si pots (TV3) Amb Llucià Ferrer
- Betes i films (TV3)
- Blanc o negre (TV3)
- Bocamoll (TV3) Amb Espertac Peran
- Buscant la Trinca (TV3) Amb La Trinca
- Cantamania (TV3 i TVCi)
- Casal Rock (TV3)
- Concurs (TV3)
- Dicciopinta (TV3)
- Dit i Fet (TV3)
- Dos quarts de Bachs (TV3) Amb Josep Maria Bachs
- El cim (TV3) Programa on un grup de persones s'entrenen per pujar a l'Aconcagua (Argentina).
- El gran dictat (TV3) Amb Òscar Dalmau
- El joc del segle (TV3) Amb Xarli Diego
- El Talp (TV3) Amb Pol Izquierdo
- Els 25 (TV3) Amb Judit Mascó
- Estrena't (TV3)
- Festa major (TV3)
- Filiprim (TV3) Amb Josep Maria Bachs i després, el 1989, va ser rellevat per Jordi Estadella.
- I això... per què? (TV3, TVCi)
- Joc de cartes (TV3) Amb Marc Ribas
- La caixa sàvia (Canal 33)
- La masia de 1907 (TV3)
- La partida de TV3 (TV3) Amb Javier Estrada.
- Les claus de vidre (TV3)
- Lluna de mel (TV3)
- Migdia (TV3)
- Objectiu pastorets (TV3, que inclou Un càsting diví, un resum setmanal dels càstings)
- Play (K3) Amb Agnès Busquets
- Picalletres (TV3 i TVCi) Amb Lluis Gavaldà
- Prohibit als tímids (TV3) Amb Josep Lobató
- Qui corre, vola (TV3) Amb Rosa Andreu
- Ruïna total (TV3)
- Setciències (TV3)
- Si o què? (TV3)
- Si l'encerto, l'endevino (TV3) Amb Rosa Gàmiz i després, el 1996, va ser rellevada per Josep Maria Bachs.
- Sis a traïció (T1V3 i TVCi)
- Sis a traïció famosos (TV3 i TVCi)
- Toca el dos (TV3)
- Tot o res (TV3)
- Tres i l'astròleg (TV3)
- Tres pics i repicó (TV3)
- Vostè jutja (TV3)

## Culturals/documentals
- 2000FF (Canal 33) Amb Josep Maria Ferrer Arpí
- 30 minuts (TV3)
- 60 minuts (Canal 33)
- 60/90 (TV3)
- A pagès (Canal 33)
- Aeroport (TV3)
- Al mar! (SX3)
- Almadrava (TVCi)
- Ànima (El 33)
- Alexandria (Canal 33)
- Arquitectures (Canal 33 i TVCi)
- Atrapa-sons (K3)
- Avisa'ns quan arribi el 2000 (Canal 33)
- Barris de Barcelona (Canal 33)
- Bellvitge Hospital (TV3)
- Bèsties (TV3)
- Bèsties clips (Canal 33)
- Bricolatge emocional (TV3)
- Caçadors de bolets (TV3)
- Caçadors de paraules (TV3)
- Camins d'aigua (TV3 i Canal 33)
- Cànon (Canal 33)
- Catalunya des de l'aire (TV3)
- Catalunya des del mar (TV3)
- Cinema 3 (TV3, Canal 33, Canal 300 i TVCi) Amb Jaume Figueras
- Cinema mil (Canal 33)
- Clipping (Canal 33)
- Col·leccionistes (TV3)
- Colors en sèrie (Canal 33 i TVCi)
- Connecta el micro, pica l'start (TV3) (The Computer Programme)
- Curar-se en salut (TV3) Amb Josep del Hoyo i Calduch
- De llibres (Canal 33)
- Dies de transició (TV3)
- Dígits (Canal 33)
- Disculpin les molèsties (TV3)
- Efecte mirall (TV3)
- Efecte mirall famílies (TV3)
- El documental (Canal 33 i TVCi)
- El favorit (TV3) Amb Toni Soler
- El medi ambient (TV3, Canal 33 i TVCi)
- El meu avi (Canal 33)
- El paisatge favorit de Catalunya (TV3)
- El sol de la nit (Canal 33)
- Els 80 (TV3)
- Els Pirineus des de l'aire (TV3)
- Entre línies (TV3 i TVCi)
- Espai Terra (TV3) Amb Tomàs Molina
- Extres (Canal 300)
- Galeria oberta (TV3)
- GosSOS (Canal 33)
- Horitzons (Canal 33)
- Inside-Offside (Canal 33)
- Joc de ciència (TV3 i Canal 33) Amb Josep Maria Ferrer Arpí
- Jutjats (TV3)
- Karakia (Canal 33)
- L'endemà (TV3)
- L'hora del lector (TV3)
- La rentadora (TV3)
- Loops! (Canal 33)
- Mares (TV3)
- Material sensible (TV3)
- Més enllà del 2000 (Canal 33) Amb Josep Maria Ferrer Arpí
- Noms (TV3)
- Nostra nau (Canal 33)
- Nydia (TV3, prèviament es deia Sardana i s'emetia pel Canal 33)
- Oikumene (TV3)
- Pecats capitals (TV3)
- Planeta terra (TV3 i Canal 33)
- Pobles de Catalunya (TV3 i Canal 33)
- Punt Omega (Canal 33) Amb Josep Maria Ferrer Arpí
- Quèquicom (Canal 33)
- Secrets de les petites coses (Canal 33)
- Sense ficció (TV3)
- Sexes (TV3)
- Sexes en guerra (TV3)
- Silenci? (Canal 33)
- Sona 9 (Canal 33)
- Sota terra (TV3)
- Sputnik (Canal 33)
- Thalassa (Canal 33)
- Topografia de la memòria (TV3)
- Trenta-vuit comarques (TV3)
- Tres, catorze, setze (Canal 33)
- Trossos (TV3) Amb Vicenç Villatoro
- Un lloc estrany (TV3)
- Un lloc per viure (TV3)
- Veterinaris (TV3)

## Cuina i alimentació
- Al vostre gust (TV3)
- Bona cuina (TV3)
- Cuina x solters (TV3)
- Cuines (TV3)
- Dolça Catalunya (TV3)
- En clau de vi (Canal 33 i TVCi)
- La cuina de casa (TV3)
- La cuina de l'Isma (TV3)
- La cuina dels Rovira (TV3)
- La cuina d'en Miquel (TV3)
- Manduka (SX3) Amb Paula Alós
- Manduka Family (SX3) Amb Paula Alós

## Debat
- A debat (TV3 i Canal 33) Amb Albert Viladot i Josep Cuní.
- Àgora (Canal 33 i TV3) Amb Josep Puigbó, Ramon Rovira, Xavi Coral i Xavier Bosch.
- Banda ampla (TV3) Amb Lídia Heredia.
- Domini públic (TV3) Amb Ramon Pellicer.
- Dret a parlar (TV3) Amb Cesc Sanchís i Miquel Piris.
- El món d'Ariadna (TV3) Amb Ramon Colom.
- L'aventura quotidiana (TV3) Amb Josep Cuní i Glòria Serra.
- La vida en un xip (TV3) Amb Joaquim Maria Puyal.
- Millennium (Canal 33) Amb Vicenç Villatoro, Eduard Boet i Ramon Colom.
- Paral·lel (Canal 33) Amb Jaume Barberà.
- Polèmic (TV3) Amb Antoni Bassas i Sílvia Cóppulo.
- Versió directa (Canal 33) Amb Jordi Llompart.
- Vox populi (TV3) Amb Montserrat Besses.

## Dibuixos animats i anime
- 10+2[2] (K3)
- 240, el nen clònic[2] (Plataformes digitals)[3]
- Arròs covat[2] (Canal 33 i plataformes digitals)[3]
- Angela Anaconda (K3)
- Aquaman (1984, TV3)[4]
- Asha[2] (Super 3)
- BabyRiky[2] (Super 3)
- Batman (The Batman/Superman Hour) (TV3)[5]
- Berenguer (TV3)
- Black Clover (2023, SX3)[6]
- Barbamec: El pirata sense barba (K3)
- Blau (TVCi)
- Bleach (3XL)
- Blinky Bill (K3)
- Bo-Bobo (K3 i TVCi)
- Bob, el manetes (K3 i Super 3)
- Bob Morane (K3)
- Bojan (1984, TV3)[4]
- Bola de Drac (TV3, Canal 33, Super 3 i SX3)
- Bola de Drac Súper (2025, SX3)
- Capelito[2] (Super 3)
- Cinturó Negre (K3, Canal 33)
- Co2 (TV3 i 3XL)
- Codi: Lyoko (TV3, K3, Canal 300 i Super 3)
- Comic Party (K3)
- Comptem amb la Paula[2] (Super 3)
- Conan, el nen del futur (TV3)
- Contes del guardià de la cripta (TV3 i Canal 33)
- Corto Maltès (TVCi)
- Cowboy Bebop (K3)
- Creature Comforts (K3)
- Dària (K3)
- Death Note (3XL)
- Doraemon (TV3, Canal 33, TVCi, K3 i Super 3)
- Dot[2] (Super 3)
- Doug (TV3 i Canal 33)
- Dr. Slump (TV3, Canal 33 i K3)
- Dracs: els nou regnes (2023, SX3)[7]
- Dracs i Masmorres (TV3)
- Ei Arnold! (K3)
- El capità Harlock (TV3)
- El capità Pugwash (1984, TV3)[4]
- El carrer del colom (1984, TV3)[4]
- El Detectiu Conan[2] (K3, Super 3 i SX3)
- El dia que en Harry va conèixer...[2] (Super 3)
- El manat del mercat (1984, TV3)[4]
- El món genial del Tom Gates (2023, SX3)
- El món màgic del Màgic Bruffi (1985, TV3)[5]
- El petit ós (K3)
- El petit xef (TV3)
- El rei Artur (1985, TV3))[5]
- El show de Gary Coleman (1984, TV3)[4]
- El xai Shaun[2] (K3 i Super 3)
- Els 3 de sota: Contes d'Arcàdia (2023, SX3)[8]
- Els barrufets (TV3, Canal 33, TVCi, K3 i Super 3)
- Els bobobobs (TV3, Canal 33, TVCi, K3 i Super 3)
- Els caçafantasmes (TV3)
- Els descamisats (1984, TV3)[4]
- Els Dinos (TV3)
- Els Dotze Regnes (K3)
- Els esclataneu[2] (Canal 33)
- Els gaudins (K3)
- Els germans Kratt[2] (Canal 33)
- Els mini ninges[2] (Canal 33)
- Els Petits Dinosaures (K3)
- Els Picapedra (TV3 i Canal 33)
- El show d'en Ren i l'Stimpy (Canal 33)[9]
- Els trapelles (1984, TV3)[4]
- Elvis & Benny[2] (Plataformes digitals)[10]
- En Danny i el pare (K3)
- En Delook y en Sharpy (K3)
- En Fix i en Foxi (K3)
- En Grizzy i els Lèmmings[2] (Canal 33)
- En Pat i en Mat (K3)
- En Will Quak Quak (K3)
- Enigma (K3)
- Espies de veritat[2] (K3 i Super 3)
- Fantomette (K3)
- Ferros a les dents (K3)
- FLCL (3XL)
- Fly (TV3 i K3)
- Foo Foo (1984, TV3)[4]
- Fruits Basket (3XL)
- Fushigi Yûgi, el joc misteriós (K3)
- Fungi[2] (Super 3)
- Gat i Gos (K3)
- Garfield i els seus amics (TV3, Canal 33, TVCi i K3)
- Goldie Gold (1984, TV3)[4]
- Gos pudent[2] (Super 3)
- Godzila, la sèrie (K3)
- Guardians de la nit (2022, SX3)[11]
- Haikyuu (2022, SX3)[11]
- Hamtaro (TV3, Canal 33, TVCi, K3 i Super 3)
- He-Man i els senyors de l'univers (TV3)
- Herculoides (1984, TV3)[4]
- Història de Catalunya (TV3)
- Hola, Sandybell (1984, TV3)[4]
- Home: aventures amb la Tip i l'Oh[2] (Super 3)
- Hora local (K3)
- Hora Tòquio (K3)
- Horaci, l'inuit[2] (Super 3)
- Ideafix i els irreductibles (2022, SX3)[12]
- Hipo i Tomàs (1984, TV3)[13]
- I me my! Strawberry eggs (K3)
- Inazuma Eleven (2022, SX3)[11]
- Inazuma Eleven GO (2023, SX3)[14]
- Invizimals[2] (Super 3)
- Inuyasha (K3, 3XL i SX3)
- Ídol Nagisa (K3)
- Jasmine & Jambo (SX3)
- Jeanne, la lladre kamikaze (K3)
- Kamichama Karin (K3)
- Karekano (3XL)
- Keroro (TV3)
- Kevin Spencer (Canal 33)
- Kimagure Orange Road (3XL)
- King Kong (1984, TV3)[4]
- Kiteretsu (TV3, K3)
- Kiwi[2] (Super 3)
- Kochikame (K3)
- Kuroko i el bàsquet (2024, SX3)
- L'Alícia i en Lewis[2] (Canal 33)
- L'equip Spike[2] (Canal 33)
- L'oncle Hoja (1984, TV3)[4]
- la Bruixa Avorrida[2] (TV3, Canal 33)
- Lacets (K3)
- La colla de la brossa (TV3)
- La colla de l'Ovidi (TV3)
- La família Teixó-Guineu[2] (Canal 33)
- La família óssos (1985, TV3)
- La Franny i les sabates màgiques[2] (Canal 33)
- La gateta Arc iris papallona unicorn (2023, SX3)
- La gran cacera d'en Nanook (K3)
- La Lua i el món[2] (K3, Canal 33)
- La llei de Ueki (K3)
- La màgica Do-Re-Mi[2] (K3 i Súper 3)
- La pantera rosa (sèrie)[2] (TV3, Canal 33 i Super 3)
- La vaca Connie[2] (K3)
- La vida en calçotets (2023, SX3)
- Les aventures d'en Massagran[2] (TV3)
- Les fabuloses Tortugues Ninja (TV3)
- Les històries de l'osset Faluc (TV3)
- Les investigacions de la Mirette[2] (Canal 33)
- Les sisters[2] (Canal 33)
- Les tres bessones (TV3, Canal 33, K3 i Super 3)
- Les tres bessones bebès[2] (Canal 33)
- Loki, el detectiu misteriós (K3)
- Love Hina (K3)
- Lucky Fred[2] (Canal 33)
- Lucky Luke (TV3)
- Mags: contes d'Arcàdia (2023, SX3)[15]
- Maison Ikkoku (K3)
- Marsupilami (Super3)
- Max & Ruby (TV3, Canal 33, TVCi, K3 i Super 3)
- Megaman, el ciberguerrer (K3)
- Megaminimals[2] (Canal 33)
- Misha, la gata violeta[2] (Canal 33)
- Mister T (1985, TV3)[5]
- Moby Dick i el Gran Tor (1984, TV3)[4]
- Montana (K3)
- Mölang[2] (Canal 33)
- Mr. Hiccup (1984, TV3)[4]
- Muka Muka (Canal 33)
- Musculman (TV3 i Canal 33)
- Nana (3XL)
- Naruto (2023, SX3)[16]
- Neon Genesis Evangelion (3XL)
- Neo Ranga (K3)
- Nou Dr. Slump (K3)
- Noldo (1984, TV3)[4]
- Norman Normal (TV3)[17]
- Noddy, un detectiu al País de les Joguines[2] (Canal 33)
- Oddbods[2] (Super 3)
- One Piece (3XL, Super 3, SX3)
- Orphen, el bruixot (K3)
- Pac-Man (1984, TV3)[4]
- Papawa[2] (Canal 33)
- Pat, el carter (1984, TV3,[4] Canal 33 i Super 3)
- Pat, el gos[2] (Canal 33)
- Patates i Dracs (K3)
- Pikkuli[2] (Canal 33)
- Pingu[2] (K3, Canal 33)
- Planetes (3XL)
- Plastic Man (1984, TV3)[4]
- Popeye, el mariner (TV3, Canal 33 i K3)
- Pocket Dragons (K3)
- Prodigiosa: Les aventures de Ladybug i Gat Noir[2] (Super 3, SX3)
- Quatre amics i mig[2] (Canal 33)
- Què deu ser? (2023, SX3)[18]
- Quin crac, l'Angelo[2] (Super 3)
- Ranma ½ (Canal 33 i 3XL)
- ReBoot (Canal 33)
- Ronja, la filla del bandoler (2022, SX3)[19]
- Rupert i Sam[2] (Canal 33)
- Saint Seiya: el quadre perdut (3XL)
- Sakura, la caçadora de cartes (2000, Canal 33, K3, SX3)[6]
- Sakura, la caçadora de cartes: les cartes transparents (2023, SX3)[6]
- Shin-chan (K3 i TVCi)
- Utena (K3)
- Simsala Grimm (K3)
- Spirit, cavalcant en llibertat[2] (Canal 33)
- Slam Dunk (3XL)
- Starla i les amazones de les joies (K3)
- Steins;Gate (2023, SX3)[16]
- Steins;Gate 0 (2023, SX3)[16]
- Street Fighter II Victory (Canal 33)
- Superman (The New Adventures of Superman) (1985, TV3)[5]
- Sylvan (TV3 i K3)
- Tarzan (1984, TV3)[4]
- Teletubbies (K3)
- Teo[2] (Canal 33)
- Tex[2] (Canal 33)
- Timbuctoo (TV3, Canal 33, TVCi, K3 i Super 3)
- Tork[2] (Canal 33)
- Tsubasa, les cròniques perdudes (K3)
- Twipsy (TV3)
- Un drama total d'illa[2] (K3)
- Utena (K3)
- Vyrulisses (1984, TV3)[4]
- X-DuckX (K3 i TV3)
- X-Men: Evolution (TV3)[20]
- Yu Yu Hakusho (K3, 3XL i SX3)

## Entrevistes
- Així és la vida (TV3) amb Josep Cuní.
- Catalans (TV3) amb Jaume Serrats i Ollé.
- Dilluns, dilluns (TV3) amb Mercedes Milà.
- Dotze+1 (3XL). Dotze joves entrevisten un personatge conegut.
- El convidat (TV3). Albert Om es desplaça tot un cap de setmana a casa l'entrevistat.
- Identitats (TV3) amb Josep Maria Espinàs.
- El sopar (TV3) amb Roger de Gràcia.
- Jo vull ser (TV3) amb Albert Om.
- No em ratllis! (TV3) amb Júlia Otero amb públic infantil.
- No em taladris (TV3), versió del "No em ratllis" però amb adolescents.
- Personal i intransferible (Canal 33) amb Josep Maria Espinàs.
- Piano Bar (TV3) amb Jordi Estadella.
- (S)avis (TV3)
- Sense embuts (TV3)
- Senyals (Canal 33) amb Josep Maria Espinàs.
- Tres senyores i un senyor (TV3)
- Un tomb per la vida (TV3) amb Joaquim Maria Puyal.

## Esportius
- + motor (TV3)
- A ritme de pedal (Canal 33)
- A tot esport (TV3) Presentat per Eduard Boet.
- Automobilisme (TV3 i Canal 33) Amb els entrenaments i les curses de Fórmula 1.
- Avantmatx (TV3) Programa abans del partit dels dissabtes.
- Bàsquetmania (Canal 33)
- El partit (TV3)
- El vestidor (TV3) Anàlisi de tots els partits del dissabte.
- Esport Club (Esport3)
- Esports 33 (Canal 33) Programa amb diverses emissions d'esports.
- Esports flash (TV3) Presentat per Teresa Rioné.
- Forat 18 (Canal 33 i TVCi)
- Futbol cat (Canal 33 i TVCi) Futbol català. Va iniciar-se el setembre de 2004 i va canviar de canal el febrer del 2011.[21]
- Futbol Int (Canal 33) Futbol internacional. Presentat per Joan Valls i Pere Ger.
- Futbol modest (3cat)
- Handbol 100x100 (Canal 33)
- Hat-Trick (TV3 i Canal 33). Edicions: Barça, Espanyol i Internacional.
- Hat-trick Barça (TV3 i Esport3)
- Hat-trick Espanyol (Esport3)
- Gol a gol (TV3, Canal 33 i TVCi) Repassa l'actualitat futbolística de la setmana.
- km 0 (Canal 33) Motor. Presentat per Sebastià Roca.
- La classe del Barça (TV3)
- Motor a fons (TV3 i Canal 33)
- NBA Total (Canal 33) Programa sobre l'NBA.
- Olímpics en acció (TV3)
- Temps d'aventura (Canal 33) Esports a l'aire lliure.
- Temps de neu (Canal 33) Sobre esquí.
- Tot l'esport (Canal 33 i TV3)
- Zona Mixta (Canal 33)
- Zona zàping (TV3)

## Humor
Les sèries d'humor estan a l'apartat de sèries.
- ...Amb Manel Fuentes (TV3)
- 7 de notícies (TV3) Amb Toni Soler.
- Amb l'aigua al coll (TV3), amb Joan Capri.
- A pèl (TV3) Amb José Corbacho i Santi Millán.
- A pèl Tour (TV3) Com l'anterior però a diferents teatres de Catalunya.
- Alguna Pregunta Més? i Alguna Pregunta Més? Extra (TV3 i 3XL), abreujat "APM?"
- Algunes imatges més? (TV3)
- Autoindefinits (TV3) De la Televisió Valenciana.
- Barçòvia (TV3)
- Bon vespre (TV3)
- Crackòvia (TV3 i 3XL)
- Dinamita[2] (TV3 i Canal 300)
- El foraster (TV3)
- Està Passant (TV3) Amb Toni Soler. (actualment amb Jair Domínguez, Òscar Andreu, Queco Novell, Natza Farré)
- Etiquetats (TV3), amb Bibiana Ballbè i Valentí Sanjuan
- Eugeni, cinc millor que dos (TV3), amb Eugenio.
- Fent amics (TV3), amb Sergi Mas.
- Fes-t'ho mirar! (TV3), amb Santi Villas i Rosa Andreu.
- Força Barça (TV3), amb Alfons Arús.
- Guaita què fan ara! (TV3) Amb La Trinca. Recull de gags del programa "No passa res!".
- La Cosa Nostra (TV3) Amb Andreu Buenafuente.
- La Lloll (TV3) Amb Lloll Bertran.
- La Nit dels Òscars (TV3) amb Òscar Andreu i Òscar Dalmau.
- Malalts de tele (TV3) Amb Toni Soler, Albert Om i Rosa Andreu.
- Més dinamita (TV3) Continuació de "Trilita" i "Dinamita", estrenada el 2010.
- Moltes Gràcies (TV3) Amb Pep Cruz.
- No passa res! (TV3) Amb La Trinca.
- Persones humanes (TV3) Amb Miquel Calçada.
- Polònia (TV3) Imitacions dirigides per Toni Soler i interpretades per Pep Plaza, Judit Martín, Queco Novell, Xavi Espinosa...
- Quatre arreplegats (TV3)
- Sense títol (TV3) Amb Andreu Buenafuente.
- Sense títol 2 (TV3) Amb Andreu Buenafuente.
- Sense títol s/n (TV3) Amb Andreu Buenafuente.
- Sense títol, sense vacances (TV3) Amb Andreu Buenafuente.
- Set de nit (TV3) Amb Toni Soler.
- Tabús (TV3) Amb David Verdaguer
- Tot per l'audiència (TV3) Amb Xavier Sardà.
- Trilita (TV3) Continuació de "Dinamita".
- Una altra cosa (TV3) Amb Andreu Buenafuente.
- Villaguerrilla (TV3) Amb el Teatre de Guerrilla.
- Vinagre[2] (TV3 i 3XL)
- Vindrem a sopar (TV3) Amb Albert Saguer i Jaume Massó.
- Zona Franca (TV3) Amb Joel Díaz i després amb Danae Boronat.
- Vosaltres mateixos (TV3) Amb Andreu Buenafuente

## Infantils
- Cinc i acció (TV3)
- Club Super3 (TV3, Canal 33, K3 i Super 3)
- Fes Flash (TV3)
- Les aventures del Senyor Cordills (TV3)
- Matraca, no (TV3)
- MIC (K3 i Super 3)
- Projecte Beta (SX3)
- Rat Rank (Super 3)
- Tevetresa (TV3)

## Informatius
- 180° (TV3)
- .CAT (TV3) Amb Xavi Coral
- 30 minuts (TV3)
- 60 minuts (TV3)
- Actual (TV3)
- Bon dia, Catalunya (TV3)
- Catalunya avui (TV3)
- Crònica 3 (TV3) Amb Vicenç Villatoro.
- El temps en imatges (TVCi)
- Els matins (TV3)
- Espai Internet (TV3)
- Info-K (K3, Super 3 i TVCi) Amb Núria Vilanova
- International Headlines (TV3) Informatiu en llengües estrangeres.
- La nit al dia (Canal 33 i TV3) Amb Mònica Terribas.
- Les notícies amb Josep Cuní (Canal 33) Amb Josep Cuní.
- Les notícies del 33 (Canal 33)
- Planta Baixa (TV3) amb Ricard Ustrell i Xavi Rossinyol
- Telenotícies (TV3)

## Magazine
- Àngel Casas Show (TV3), amb Àngel Casas.
- Bon dia Catalunya (TV3)
- Com a casa (TV3), amb Mari Pau Huguet.
- Crònica d'avui (TV3), amb Mari Pau Huguet.
- Com és? (TV3)
- Divendres (TV3) Amb Xavi Coral, Espertac Peran i Helena G. Melero
- Domini públic (TV3), amb Ramon Pellicer.
- El club (TV3), amb Albert Om.
- El club d'estiu (TV3) Amb Albert Om, Xantal Llavina i Cristina Puig
- El salt de l'Àngel (TV3), amb Àngel Llàcer.
- Els matins (TV3) Amb Adriana Oltra
- En directe (TV3), amb Martí Gironell, Pere Escobar i Mari Pau Huguet.
- En directe Mari Pau (TV3), amb Mari Pau Huguet.
- Estoc de pop (TV3), amb Elena Posa.
- Hora Q (TV3), amb Helena Garcia Melero.
- L'hora de Mari Pau Huguet (TV3), amb Mari Pau Huguet.
- La columna (TV3), amb Júlia Otero.
- La parada (TV3), amb Josep Maria Bachs.
- La nit en directe (TV3)
- La tarda és nostra (TV3), amb Josep Cuní.
- Mag magazine (TV3), amb Maria Gorgues i Mari Pau Huguet.
- Ràndom (SX3), amb David Itsme i Maria Bouabdellah.
- Signes dels temps (TV3)
- Tarda oberta (TV3), amb Vador Lladó i Ruth Jiménez.
- Tvist (TV3), amb Mireia Garcia, Tània Sàrrias, Mari Pau Huguet i Elisabet Carnicé.
- Vacances Pagades (TV3), amb Sandra Barneda.

## Noves tecnologies
- 3.0 (TV3) Sobre noves tecnologies i informàtica.
- CTRL (TV3)
- Generació Digital (Canal 33) Versió del programa radiofònic de Catalunya Ràdio sobre noves tecnologies.
- Videoxoc (TV3) Sobre videojocs.
- Popap (3Cat, CatRadio, TV3) Amb Mariola Dinarès
- Revolució 4.0 (TV3, CatRàdio) Amb Xantal Llavina
- SOM REVOLUCIÓ (TV3) Amb Xantal Llavina
- L@net d'Albert Cuesta al Catalunya Nit (TV3, CatRàdio) Amb Albert Cuesta

## Sèries
- 13x13[2] (TV3)
- 13 anys i un dia (TV3)
- 16 dobles[2] (TV3, Canal 300)
- 39+1[2] (TV3)
- A cor obert (TV3) Sèrie nord-americana ambientada en un hospital, el Saint Eligius.
- A dalt i a baix (TV3) (Upstairs, downstairs)
- Agència de viatges[2] (TV3)
- Això no és Suècia (TV3)
- Ala de corb (TV3)
- 'Allo 'allo (TV3)
- Altsasu[2] (TV3)
- Amc C majúscula[2] (TV3)
- Àngels i Sants[2] (TV3)
- Apple Tree Yard[2] (TV3)
- Arnau[2] (TV3)
- Asfalt (3cat)
- Avui per demà (TV3)
- Ballesta, les aventures de Guillem Tell (TV3) (Crossbow)
- Being human[2] (TV3)
- Benvinguts a la família[2] (TV3)
- Boig per tu (TV3) (Mad About You)
- Bonanza (TV3)
- Boulevard du Palais[2] (TV3)
- Breaking Bad (3XL, TV3)
- Buck Rogers (TV3) (Buck Rogers in the 25th Century)
- Cagney i Lacey (TV3) (Cagney & Lacey)
- Califòrnia (TV3) (Knots Landing)
- Carme, David, cuina, menjador i llit[2] (TV3, Canal 300)
- Carson i Carson, advocats (TV3) (Carson's Law)
- Cites[2] (TV3)
- Col·lapse[2] (TV3)
- Com si fos ahir[2] (TV3)
- Cos a cos (TV3) Telenovel·la brasilera.
- Crims[2] (TV3, Canal 300)
- Dallas (TV3)
- Dancin' days (TV3) Telenovel·la brasilera.
- Danys i perjudicis (TV3)
- De moda (TV3, Canal 300)
- De professió: A.P.I.[2] (TV3, Canal 300)
- Diaris de vampirs[2] (TV3 i 3XL)
- Doctor Who (TV3 i 3XL)
- Dones d'aigua (TV3)
- Dues dones divines[2] (TV3)
- El Cercle de Bletchley[2] (TV3)
- El cor de la ciutat[2] (TV3, Canal 300) Amb La nit del cor: programa especial que emet l'últim capítol de la temporada.
- El crac[2] (TV3)
- El Faro, cruïlla de camins[2] (TV3)
- El joc de viure[2] (TV3)
- El meu carrer (TV3) (Coronation Street)
- El nan roig (TV3 i 3XL)
- El paradís de les senyores[2] (TV3)
- Ell i ella (TV3)
- Ellery Queen (TV3)
- Els Borja (TV3)
- Els hereus de la nit (2023, SX3)
- Els Joves (TV3 i Canal 33) (The Young Ones)
- Els professionals (TV3) (The Professionals)
- Els visitants (TV3)
- Em cridava el senyor? (TV3) (You rang, M'Lord?)
- Escola d'infermeria[2] (TV3)
- Estació d'enllaç (TV3, Canal 300)
- Farrington (TV3) (Farrington of the F.O.)
- Gent del barri (TV3) (EastEnders)
- Gran Nord[2] (TV3)
- Havanera[2] (TV3)
- Històries de Catalunya (Canal 33)
- Històries imprevistes (TV3 i Canal 33) (Tales of the Unexpected)
- Hostes vingueren que de casa ens tragueren (TV3) (To the manor born)
- Hotel Fawlty (TV3) (Fawlty Towers)
- Howards end[2] (TV3)[22]
- Hudson i Rex[2] (TV3)
- I ara què, Xènia?[2] (TV3)
- Infidels (TV3)[2]
- Ironside (TV3)
- Jet Lag[2] (TV3, Canal 300) Protagonitzada per la companyia T de Teatre.
- Jim West (TV3) (The Wild Wild West)
- Jo mai mai (TV3)
- Jo també em quedo a casa[2] (TV3)
- John Adams[2] (TV3)
- Judes Xanguet i les maniquins[2] (TV3)
- Julie Lescaut[2] (TV3)
- Justícia (TV3)
- Kiu i els seus amics (TV3) Sèrie infantil i juvenil
- Kubala, Moreno i Manchón[2] (TV3) Sèrie de detectius abreujada "KMM"
- L'acadèmia (TV3)
- L'avi Bernat[2] (TV3, Canal 300)
- L'Equalitzador (TV3) (The Equalizer)
- L'esclava Isaura (TV3) Telenovel·la brasilera. (Escrava Isaura)
- L'Escurçó Negre (TV3) (Blackadder)
- L'espantaocells i la senyora King (TV3) (Scarecrow and Mrs. King)
- L'illa de les papallones (TV3) (Butterfly Island)
- L'un per l'altre[2] (TV3, Canal 300)
- La catedral del mar[2] (TV3)
- La dimensió desconeguda (TV3) (The Twilight Zone)
- La dona biònica (TV3) (The Bionic Woman)
- La duquessa de Duke Street (TV3) (The Duchess of Duke Street)
- La flor de la vida (TV3) (Waiting for God)
- La forastera[2] (TV3)
- La fossa[2] (TV3)
- La granja[2] (TV3)
- La gran vall (TV3) Sèrie nord-americana del gènere western. The Big Valley
- La guerra dels sexes (TV3) Telenovel·la brasilera Guerra dos sexos
- La memòria dels Cargols[2] (TV3)
- La ratjada (TV3)
- La Riera[2] (TV3)
- La Rosa (TV3) Telenovel·la ambientada a Manresa.
- La Sagrada Família (TV3)
- La sala[2] (TV3)
- La Senyoreta (TV3) Telenovel·la brasilera. Sinhá Moça
- La Via Augusta (TV3)
- Laberint d'ombres[2] (TV3, Canal 300)
- Laura[2] (TV3, Canal 300)
- Les aventures de Pol Nord[2] (TV3)
- Les aventures del Capità Enciam[2] (TV3)
- Les de l'hoquei[2] (TV3)
- Les germanes McLeod[2] (TV3)
- Les veus del Panamo[2] (TV3)
- Lo Cartanyà[2] (TV3, Canal 300)
- Lokus day[2] (TV3)
- Magnum (TV3)
- Majoria absoluta[2] (TV3)
- Mar de fons (TV3, Canal 300)
- Max Headroom (TV3 i Canal 33)
- Merlí[2] (TV3)
- Mirall trencat[2] (TV3, Canal 300) Adaptació de la novel·la de Mercè Rodoreda.
- Misfits (3XL)
- Mr. Bean (TV3)
- N'hi ha que neixen estrellats (TV3) (Some Mothers Do 'Ave 'Em)
- Nissaga de Poder[2] (TV3) Telenovel·la ambientada al Penedès.
- Nit i dia[2] (TV3)
- Oh! Espanya[2] (TV3, Canal 300)
- Oh! Europa[2] (TV3, Canal 300)
- Oliana Molls i l'Astàlec de Bronze[2] (TV3)
- Pedralbes centre[2] (TV3, Canal 300)
- Perry Mason (TV3)
- Plats Bruts[2] (TV3, Canal 300)
- Poblenou[2] (TV3, Canal 300) Telenovel·la ambientada a Barcelona.
- Polseres vermelles[2] (TV3)
- Pop Ràpid[2] (Canal 33) De Marc Crehuet
- Porca misèria[2] (TV3, Canal 300, 3XL) de Joel Joan.
- Psico express[2] (TV3)
- Quan es fa fosc (TV3)
- Quart segona[2] (TV3, Canal 300)
- Quico[2] (TV3)
- Ràdio Cincinnati (TV3) (WKRP in Cincinnati)
- Riviera (TV3)
- Rosa, la lluita (TV3)
- Rosa, punt i a part (TV3)
- Roseanne (TV3)
- Secrets de família[2] (TV3, Canal 300) Telenovel·la ambientada a Girona.
- Serrallonga, la llegenda del bandoler (Canal 300)
- Sherlock (3XL)
- Sherlock Holmes (TV3)
- Sí, ministre (TV3) (Yes Minister)
- Sí, primer ministre (TV3) (Yes, Prime Minister)
- Si no t'hagués conegut[2] (TV3)
- Sitges[2] (TV3, Canal 300)
- Sóc com sóc (TV3, Canal 300)
- Star Trek (Canal 33)
- Temps de Silenci (TV3)
- Tenko (TV3) Sèrie de la BBC ambientada a la Segona Guerra Mundial
- Teresina S.A.[2] (TV3)
- The Inbetweeners (3XL), comèdia de situació anglesa.
- Tor, la muntanya maleïda (TV3)
- Tot un senyor[2] (TV3, Canal 300)
- Tres estrelles[2] (TV3)
- Un poble francès[2] (TV3)
- Veïns (TV3) (Neighbours)
- Ventdelplà[2] (TV3, Canal 300) Telenovel·la ambientada a Breda.
- Waterloo Road (3XL)
- Xooof![2] (TV3)
- Zoo[2] (TV3, Canal 300) Telenovel·la ambientada al Zoo de Barcelona.

## Viatges
- Afers Exteriors (TV3) Amb Miquel Calçada.
- Cases d'algú (TV3) amb Joan Maria Pou.
- De vacances (TV3)
- El paisatge favorit de Catalunya (TV3)
- Katalonski (TV3)
- km 33 (TV3 i Canal 33)
- Latituds (Canal 33)
- Passatgers (TV3) Programa de viatges amb tren (presentat per Matthew Tree).
- El foraster (TV3) Amb Quim Masferrer
- La travessa: Expedició Pirineus (3Cat) Amb Laura Escanes
- La travessa: Expedició Mediterrani (3Cat) Amb Laura Escanes

## Altres
- 3xl.net (K3)
- 5 minuts més (K3) També anomenat "5'+!"
- Arsenal (TV3)
- Barri (TV3)
- Bioritmes (TV3) Basat en el programa de Catalunya Ràdio Estació Central.
- Bit@Bit (K3 i TVCi)
- Bona nit (TV3)
- Capità Enciam (TV3)
- Codi 3XL (K3)
- Connexions (TV3)
- El mètode Larson (TV3)
- Fora d'hores (TV3)
- Fòrum Junior (K3)
- L'illa del tresor (Canal 33)
- La Marató de TV3 (TV3)
- La nit bruixa (TV3)
- Lara i Kali (SX3)
- Vostè mateix (TV3) No confondre amb Vosaltres mateixos